# Pescari (okręg Arad)
Pescari – wieś w Rumunii, w okręgu Arad, w gminie Gurahonț. W 2011 roku liczyła 296 mieszkańców. 